# Taraxacum holmboei
Taraxacum holmboei — вид рослин з родини Айстрові (Asteraceae), ендемік Кіпру.

## Поширення
Ендемік Кіпру.